# Drymoglossum confertum
Drymoglossum confertum là một loài dương xỉ trong họ Polypodiaceae. Loài này được Copel. in Perkins mô tả khoa học đầu tiên năm 1905.
Danh pháp khoa học của loài này chưa được làm sáng tỏ. 